# Roxane Vaisemberg
Roxane Schcolnic Vaisemberg (25 de julio de 1989, São Paulo, Brasil) es una jugadora de tenis profesional de Brasil. Durante su carrera ha ganado un total de 14 títulos de la Federación Internacional de Tenis en categoría individual y otros 21 en dobles. Ha tenido multitud de compañeras en dobles, entre otras sus compatriotras Monique Albuquerque, Vivian Segnini o Maria Fernanda Alves. En la Fed Cup ha disputado un total de 17 partidos entre 2009 y 2012.

## Finales del circuito ITF

### Individuales 20 (14–6)
| Torneos de $100,000 |
| Torneos de $75,000  |
| Torneos de $50,000  |
| Torneos de $25,000  |
| Torneos de $10,000  |

| Resultado   | N.º | Fecha                    | Torneo                          | Superficie | Rival                   | Marcador       |
| Subcampeona | 1.  | 25 de septiembre de 2004 | Nueva San Salvador, El Salvador | Arcilla    | Melissa Torres-Sandoval | 2-6 6-3 5-7    |
| Campeona    | 2.  | 13 de agosto de 2006     | Quito, Ecuador                  | Arcilla    | Jessica Orselli         | 7-6(9) 6-2     |
| Subcampeona | 3.  | 21 de agosto de 2006     | Guayaquil, Ecuador              | Dura       | Estafania Craciun       | 7-6(3) 3-6 1-6 |
| Campeona    | 4.  | 28 de octubre de 2006    | Luque, Paraguay                 | Arcilla    | Melisa Miranda-Otarola  | 6-3 6-3        |
| Campeona    | 5.  | 6 de septiembre de 2008  | Buenos Aires, Argentina         | Arcilla    | María Irigoyen          | 6-2 7-5        |
| Subcampeona | 6.  | 13 de junio de 2009      | Santa Fe, Argentina             | Arcilla    | Emilia Yorio            | 2-6 1-6        |
| Campeona    | 7.  | 25 de octubre de 2009    | Belo Horizonte, Brasil          | Arcilla    | Verónica Spiegel        | 6-4 4-6 6-4    |
| Campeona    | 8.  | 31 de octubre de 2009    | Fortaleza, Brasil               | Arcilla    | Vivian Segnini          | 6-4 7-6(5)     |
| Subcampeona | 9.  | 6 de junio de 2010       | São Paulo, Brasil               | Arcilla    | Nathalia Rossi          | 4-6 3-6        |
| Subcampeona | 10. | 8 de agosto de 2010      | São Paulo, Brasil               | Arcilla    | Chanel Simmonds         | 2-6 6-3 1-6    |
| Campeona    | 11. | 15 de agosto de 2010     | Itaparica, Brasil               | Dura       | Ana-Clara Duarte        | 7-6(8) 6-3     |
| Subcampeona | 12. | 22 de agosto de 2010     | Itaparica, Brasil               | Dura       | Fernanda Hermenegildo   | 1-6 7-6(5) 3-6 |
| Campeona    | 13. | 18 de septiembre de 2010 | Itapema, Brasil                 | Arcilla    | Marie Elise Casares     | 6-0 6-0        |
| Campeona    | 14. | 26 de septiembre de 2010 | Mogi das Cruzes, Brasil         | Arcilla    | Carla Lucero            | 6-2 6-3        |
| Campeona    | 15. | 17 de octubre de 2010    | São Paulo, Brasil               | Arcilla    | Catalina Pella          | 7-6(7) 4-6 6-4 |
| Campeona    | 16. | 24 de octubre de 2010    | Santa Maria, Brasil             | Arcilla    | Fernanda Brito          | 6-3 6-4        |
| Campeona    | 17. | 28 de mayo de 2011       | Itaparica, Brasil               | Dura       | Vivian Segnini          | 6-0 6-1        |
| Campeona    | 18. | 12 de febrero de 2012    | Riviera De Sao Lourenco, Brasil | Dura       |                         | 6-1 6-1        |
| Campeona    | 19. | 4 de agosto de 2012      | São Paulo, Brasil               | Arcilla    |                         | 6-4 4-6 7-6(3) |
| Campeona    | 20. | 28 de abril de 2012      | São Paulo, Brasil               | Arcilla    |                         | 6-4 6-2        |

### Dobles 41 (20–21)
| Torneos de $100,000 |
| Torneos de $75,000  |
| Torneos de $50,000  |
| Torneos de $25,000  |
| Torneos de $10,000  |

| Resultado   | N.º | Fecha                    | Torneo                               | Superficie | Compañera               | Rivales                                               | Marcador           |
| Campeona    | 1.  | 16 de octubre de 2004    | Campo Grande, Brasil                 | Arcilla    | Estefanía Balda-Álvarez | Estefanía Craciun Ekaterina Dranets                   | 6-1 6–4            |
| Campeona    | 2.  | 15 de mayo de 2005       | Casale, Italia                       | Arcilla    | Joana Cortez            | Katalin Marosi Gloria Pizzichini                      | 6-2 6–0            |
| Campeona    | 3.  | 7 de noviembre de 2005   | São Paulo, Brasil                    | Dura       | Ana-Clara Duarte        | Vanessa Menga Andrea Vieira                           | 3–6 7–5 6–4        |
| Campeona    | 4.  | 13 de agosto de 2006     | Quito, Ecuador                       | Arcilla    | Fabiana Mak             | Andrea Koch-Benvenuto Jessica Orselli                 | 6–2 6–3            |
| Campeona    | 5.  | 27 de agosto de 2006     | Bogotá, Colombia                     | Arcilla    | Karen Castiblanco       | Mariana Duque Viky Nuñez Fuentes                      | 6–4 7–6(4)         |
| Subcampeona | 6.  | 14 de octubre de 2006    | Córdoba, Argentina                   | Arcilla    | Tatiana Bua             | Agustina Lepore Verónica Spiegel                      | 5-7 4-6            |
| Campeona    | 7.  | 21 de octubre de 2006    | Santiago de Chile, Chile             | Arcilla    | Jessica Orselli         | Marina Giral Lores Paola Iovino                       | 6–4 6-0            |
| Subcampeona | 8.  | 11 de mayo de 2007       | Antalya, Turquía                     | Dura       | Anna Smith              | Korina Perkovic Ipek Senoglu                          | 6-7(1) 4-6         |
| Subcampeona | 9.  | 25 de mayo de 2007       | Fuerteventura, España                | Carpeta    | Mariana Duque           | Neuza Silva Nicole Thijssen                           | 1-6 2-6            |
| Campeona    | 10. | 17 de junio de 2007      | Marsella, Francia                    | Arcilla    | Ksenia Milevskaya       | Salome Llaguno Nadege Vergos                          | 6-2 6-1            |
| Campeona    | 11. | 4 de agosto de 2007      | Campos do Jordão, Brasil             | Dura       | Joana Cortez            | María José Argeri Leticia Sobral                      | 7-5 6-0            |
| Campeona    | 12. | 18 de agosto de 2007     | Bogotá, Colombia                     | Arcilla    | Joana Cortez            | Ana-Clara Duarte Teliana Pereira                      | 5-7 6-4 6-4        |
| Subcampeona | 13. | 29 de septiembre de 2007 | Juárez, México                       | Arcilla    | María Irigoyen          | Andrea Benítez Soledad Esperón                        | 3-6 4-6            |
| Subcampeona | 14. | 6 de octubre de 2007     | Monterrey, México                    | Dura       | Frederica Piedade       | Florencia Molinero Melissa Torres-Sandoval            | 1-6 5-7            |
| Subcampeona | 15. | 25 de noviembre de 2007  | Beloura-Sintra, Portugal             | Arcilla    | Joana Cortez            | Nicole Clerico Teliana Pereira                        | 4-6 2-6            |
| Subcampeona | 16. | 2 de diciembre de 2007   | Beloura-Sintra, Portugal             | Arcilla    | Neuza Silva             | Caroline Maes Teodora Mircic                          | 4-6 1-6            |
| Campeona    | 17. | 13 de junio de 2008      | Campobasso, Italia                   | Arcilla    | María Irigoyen          | Nicole Clerico Jessica Moore                          | 6-3 6-2            |
| Campeona    | 18. | 3 de agosto de 2008      | Campos do Jordão, Brasil             | Dura       | Mailen Auroux           | Jorgelina Cravero María Irigoyen                      | 6-3 6-4            |
| Campeona    | 19. | 30 de agosto de 2008     | Buenos Aires, Argentina              | Arcilla    | Tatiana Bua             | Estefanía Craciun Verónica Spiegel                    | 4-6 7-5 [10-3]     |
| Subcampeona | 20. | 6 de septiembre de 2008  | Buenos Aires, Argentina              | Arcilla    | Mailen Auroux           | Estefanía Craciun María Irigoyen                      | 6-1 1-6 [2-10]     |
| Subcampeona | 21. | 25 de octubre de 2008    | Augusta, USA                         | Dura       | Mailen Auroux           | Yayuk Basuki Romana Tedjakusuma                       | 3-6 6-4 [5-10]     |
| Subcampeona | 22. | 9 de noviembre de 2008   | Auburn, USA                          | Dura       | Frederica Piedade       | Raquel Kops-Jones Abigail Spears                      | 5-7 1-6            |
| Subcampeona | 23. | 21 de febrero de 2009    | Portimão, Portugal                   | Dura       | Raquel Piltcher         | Diana Isaeva Liudmila Nikoyan                         | 6-7(5) 3-6         |
| Campeona    | 24. | 6 de junio de 2009       | Villa Del Dique - Córdoba, Argentina | Arcilla    | Raquel Piltcher         | Tatiana Bua Karen Castiblanco                         | 6-4 6-3            |
| Campeona    | 25. | 29 de agosto de 2009     | Barueri, Brasil                      | Dura       | Monique Albuquerque     | Mailen Auroux Fernanda Hermenegildo                   | 7-6(7) 7-5         |
| Subcampeona | 26. | 17 de octubre de 2009    | Bauru, Brasil                        | Arcilla    | Monique Albuquerque     | Verónica Spiegel Emilia Yorio                         | 4-6 3-6            |
| Campeona    | 27. | 24 de octubre de 2009    | Belo Horizonte, Brasil               | Arcilla    | Monique Albuquerque     | Verónica Spiegel Emilia Yorio                         | 6-7(4) 6-1 [14-12] |
| Subcampeona | 28. | 31 de octubre de 2009    | Fortaleza, Brasil                    | Arcilla    | Raquel Piltcher         | Nathalia Rossi Emilia Yorio                           | 6-1 1-6 [6-10]     |
| Subcampeona | 29. | 21 de noviembre de 2009  | Asunción, Paraguay                   | Arcilla    | Raquel Piltcher         | Vanessa Furlanetto Andrea Koch-Benvenuto              | 4-6 6-2 [5-10]     |
| Campeona    | 30. | 6 de junio de 2010       | São Paulo, Brasil                    | Arcilla    | Ekaterina Shulaeva      | Fernanda Faria Paula Cristina Gonçalves               | 6-3 6-3            |
| Subcampeona | 31. | 23 de julio de 2010      | Brasília, Brasil                     | Dura       | Monique Albuquerque     | Ana-Clara Duarte Fernanda Hermenegildo                | 2-6 4-6            |
| Subcampeona | 32. | 31 de julio de 2010      | Campos do Jordão, Brasil             | Dura       | Monique Albuquerque     | Fernanda Faria Paula Cristina Gonçalves               | 3-6 2-6            |
| Campeona    | 33. | 14 de agosto de 2010     | Itaparica, Brasil                    | Dura       | Ana-Clara Duarte        | Fernanda Hermenegildo Nathalia Rossi                  | 6-2 6-0            |
| Campeona    | 34. | 21 de agosto de 2010     | Itaparica, Brasil                    | Dura       | Natasha Lotuffo         | Julianna Barbosa Bacelar Beatriz Maria Martins Cecato | 6-1 6-2            |
| Campeona    | 35. | 18 de septiembre de 2010 | Itapema, Brasil                      | Arcilla    | Monique Albuquerque     | Maria Fernanda Alves Natalia Cheng                    | 6-3 6-3            |
| Subcampeona | 36. | 23 de octubre de 2010    | Santa Maria, Brasil                  | Arcilla    | Natasha Lotuffo         | Verónica Cepede Royg Vivian Segnini                   | No celebrado       |
| Subcampeona | 37. | 27 de mayo de 2011       | Itaparica, Brasil                    | Dura       | Vivian Segnini          | Monique Albuquerque Aranza Salut                      | 6-3 4-6 [11-9]     |
| Subcampeona | 38. | 9 de julio de 2011       | Biarriz, Francia                     | Arcilla    | Erika Sema              | Alexandra Panova Urszula Radwańska                    | 2-6 1-6            |
| Subcampeona | 39. | 17 de julio de 2011      | Contrexéville, Francia               | Arcilla    | Erika Sema              | Valentyna Ivakhnenko Kateryna Kozlova                 | 6-2 5-7 [10-12]    |
| Subcampeona | 40. | 30 de julio de 2011      | Campos do Jordão, Brasil             | Dura       | Maria Fernanda Alves    | Fernanda Hermenegildo Teliana Pereira                 | 6-3 6-7(5) [9-11]  |
| Campeona    | 41. | 23 de octubre de 2011    | Rock Hill, USA                       | Dura       | Maria Abramović         | Madison Brengle Gabriela Paz                          | 3-6 6-3 [10-5]     |

## Ranking
| Año  | Individual | Dobles |
| 2012 | 337        | 291    |
| 2011 | 304        | 184    |
| 2010 | 348        | 380    |
| 2009 | 378        | 370    |
| 2008 | 392        | 199    |
| 2007 | 323        | 169    |
| 2006 | 449        | 434    |
| 2005 | 773        | 555    |
| 2004 | 821        | 686    |